# Moppersmurf
Moppersmurf, ook wel Zaniksmurf en Knorrige Smurf genoemd, is een van de bekende personages uit het universum van de Smurfen. Zoals zijn naam al aangeeft, moppert hij bijna altijd.

## Verhaallijnen
In De zwarte Smurfen (1963), het debuutverhaal van Peyo met de Smurfen in de hoofdrol, werd een van de Smurfen besmet met een vreemde infectie nadat hij door de "bzz-vlieg" werd gestoken. Hierdoor veranderde hij van een blauwe in een zwarte Smurf. Deze zwarte Smurf beet op zijn beurt de andere blauwe Smurfen in hun staart, waardoor zij ook in zwarte Smurfen veranderden. De Smurfen genazen uiteindelijk allemaal dankzij het stuifmeel van de affodil. 
De besmetting bleef echter niet zonder gevolgen; in het begin van Het ei en de Smurfen heeft een Smurf nergens zin in. Deze Smurf − in album 2 nog simpelweg Knorrige Smurf genoemd − is de Smurf die in De zwarte Smurfen als eerste besmet raakte; de boosaardige infectie mocht dan inmiddels uitgewerkt zijn, de Smurf heeft er permanent een mopperig karakter aan overgehouden. Dit wordt getypeerd door zijn herhaaldelijk blijk van afkeer van talloze dingen in een plotseling intredend negatief affect. Later in Het ei en de Smurfen verandert Moppersmurf tijdelijk in een Smurf die over alles juist heel tevreden is, omdat een andere Smurf dit zo heeft gewenst.
Toch blijkt soms dat de Moppersmurf ook best in staat is om lief te hebben. In het verhaal De Babysmurf (1984) is de Moppersmurf degene die de per abuis bij de Smurfen afgeleverde baby ontvoert, om te voorkomen dat de ooievaar de baby weer meeneemt. In de televisie-bewerking hiervan, Eens met blauwe maan, speelt hij  alleen met Babysmurf wanneer hij er zeker van is dat niemand kijkt en hij krijgt zo een bijzondere band met Babysmurf. Ook voor de Smurfin (lange tijd de enige vrouwelijke Smurf in de verhalen) lijkt hij positieve gevoelens te koesteren.

## Bekende uitspraak
Een geliefde uitspraak van Moppersmurf in de tv-reeks is "Ik háát ...". Deze uitspraak is gebruikt in een reclamecampagne van Volkswagen. In de strips en de 3D-animatieserie uit 2021 zegt Moppersmurf vaker "ik hou niet van ...".

## Stem
De originele stem van Moppersmurf werd onder andere ingesproken door Michael Bell (televisieserie De Smurfen), George Lopez (De Smurfen uit 2011, The Smurfs: A Christmas Carol uit 2011 en De Smurfen 2 uit 2013), Bumper Robinson (De Smurfen 2: Videogame), Jake Johnson (De Smurfen en het Verloren Dorp uit 2017), Joshua Rubin (3D-televisieserie De Smurfen) en Chris Miller (Smurfs uit 2025).
De Nederlandse stem van Moppersmurf werd onder andere ingesproken door Paul van Gorcum (televisieserie De Smurfen), Johnny Kraaijkamp jr. (De Smurfen uit 2011, The Smurfs: A Christmas Carol uit 2011 en De Smurfen 2) en Kasper van Kooten (De Smurfen en het Verloren Dorp uit 2017). Frank Hoelen en William Boeva waren stemacteurs voor de Vlaamse nasynchronisatie.

## Moppersmurf in andere talen
- Duits: Muffi Schlumpf
- Engels: Grouchy Smurf (Knorrige Smurf)
- Frans: Schtroumpf grognon
- Hebreeuws: Ragzani (רגזני)
- Spaans: Pitufo gruñón